# Базарко Іван
Іван Базарко (англ. Ivan Bazarko) (нар. 6 жовтня 1910, с. Довжнів, Сокальський повіт, Королівство Галичини і Володимирії, Австро-Угорська імперія, тепер Грубешівський повіт, Люблінське воєводство, Польща — пом. 10 лютого 1989, Нью-Йорк, США) — визначний громадський діяч української діаспори; у 1966—1980 голова Українського конґресового комітету Америки, 1981—1983 президент Світового Конґресу Вільних Українців.

## Життєпис
Студіював теологію в Перемишлі, право в Люблінському католицькому університеті (маґістр права), журналістику у Варшаві. Під час Другої світової війни працював урядовцем в системі Українського центрального комітету на Холмщині й у Львові. Редактор «Українських вістей» (1941) і «Сокальського Слова» (1941—1942) у Сокалі.
Від 1945 на еміґрації в Німеччині, керівник таборів переміщених осіб в Штраубінґу, Пфорцхаймі (Форцгаймі) й Реґенсбурзі. Від 1949 в США, довгі роки був активним в головній управі «Організації оборони чотирьох свобід України» і в Союзі Українців Католиків «Провидіння». Від 1954 в керівництві Комітету Об'єднання Українських Організацій Нью-Йорку. Від 1959 був урядовцем централі УККА в Нью-Йорку, а потім адміністративним директором і головою УККА (1966—1980), 1981—1983 президент СКВУ.
Нагороджений УККА Шевченківською «Грамотою Свободи», а в Філадельфії його відзначено 1979 як «Українця Року».
Похований на православному цвинтарі св. Андрія Первозванного в Саут-Баунд-Бруку (Нью-Джерсі).